# ジャパンモーターサービス (さいたま市)
株式会社ジャパンモーターサービスは、埼玉県さいたま市南区に本社を置く、日本の化学メーカーである。

## 概要
バイク・自動車向けFRP製品の製造・開発・販売を主な業務としている。特に、ホンダ・ジャイロシリーズやヤマハ・ギア用のデリバリーボックスや、ジャイロX・ジャイロUP用のルーフカウルキット（屋根）などが主力製品である。
ベトナムに現地法人、および工場を持っており、生産はそちらで行われている。

## 拠点
- 本社 - 埼玉県さいたま市南区曲本1-19-3
- JAPAN VIETNAM MOTOR SERVICE JOINT VENTURE COMPANY LTD（略称・V-JMS、ベトナム法人） - ベトナム・ハノイ